# 新瓦西里夫卡 (別爾江斯克區)
46°50′46″N 36°47′2″E / 46.84611°N 36.78389°E
新瓦西里夫卡（烏克蘭語：Нововасилівка）是位於烏克蘭東南部的村莊，由扎波羅熱州別爾江斯克區的別爾江斯克市鎮負責管轄。該村始建於1800年，面積2.5平方公里，2001年該村落人口2,544，人口密度每平方公里1,017.6人。